# Rita Luna
Rita Luna, właśc. Rita Vidal Alfonso García (ur. 28 kwietnia 1770 w Maladze, zm. 28 lutego lub 6 marca 1832 w Madrycie) – hiszpańska aktorka teatralna.

## Życiorys
Była córką komików objazdowych Joaquína Alfonsa Luny i Magdaleny Garcíi, pochodzących z Aragonii. W konsekwencji życia w drodze, jakie wiodła jej rodzina, urodziła się w Maladze.
W 1789 roku, w wieku dziewiętnastu lat, zadebiutowała w teatrze aktora Sebastiána Briñoli w Madrycie. Zaczęła wyróżniać się w klasycznych komediach, takich jak „Dom z dwoma drzwiami” Calderóna de la Barki. Rok później została zaangażowana w kompanii występującej w rezydencjach królewskich (Compañía de los Reales Teatros de los Sitios de Madrid). W 1790 roku, najwyraźniej pod wpływem hrabiego Floridablanki, zaczęła pracę w kompanii Manuela Martíneza w Teatro del Príncipe jako druga dama, zastępując jego córkę, emerytowaną Franciskę Martínez. Tam rywalizowała z Marią del Rosario Fernández, pierwszą damą teatrów dworskich.
U szczytu swojej kariery doznała niepowodzenia, autor Leandro Fernández de Moratín nie był zadowolony z tego, jak Rita odegrała postać Doñi Isabeli w El viejo y la niña (Starzec i dziewczyna). Definitywnie opuściła scenę w 1806 roku, nie udzielając wyjaśnień ani nie przyjmując próśb o powrót. Udała się na emeryturę, aby zamieszkać w królewskiej rezydencji El Pardo i poświęcić się pracy charytatywnej. Możliwe, że przyczyną tej decyzji była śmierć lekarza, z którym była bardzo blisko związana, lub epizody depresyjne, na które cierpiała. Według jej kuzyna aktorka miała wtedy zniszczyć wszystko, co wiązało ją z życiem scenicznym, w tym portret, który Goya namalował jej, gdy była u szczytu kariery. Na tym portrecie aktorka stała na tle pejzażu, ubrana na biało, wyniosła, z psem szczekającym u jej stóp. Podpis głosił: „Psy szczekają na księżyc, bo nie mogą go ugryźć” („luna” w jęz. hiszp. oznacza księżyc). Według hrabiego de la Viñaza w El Pardo powstał jej ostatni portret o melancholijnym i smutnym spojrzeniu, który również namalował Goya.
Podczas wojny o niepodległość aktorka była zmuszona do wyjazdu ze stolicy, ostatecznie wróciła do swojego domu w El Pardo. Po wizycie u swojej siostry Josefy w Madrycie zachorowała na zapalenie płuc i zmarła 24 lutego 1832 (według innych źródeł 6 marca).

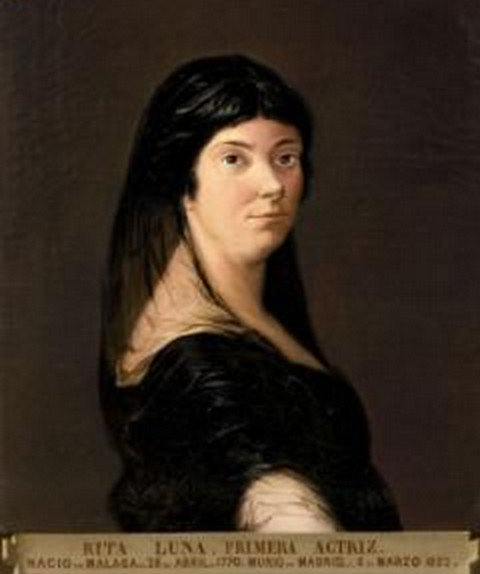
Rita Luna, José Ribelles, ok. 1800